# Paramormia acuta
Paramormia acuta är en tvåvingeart som först beskrevs av Krek 1971.  Paramormia acuta ingår i släktet Paramormia och familjen fjärilsmyggor. Inga underarter finns listade i Catalogue of Life.